# スピードスプレーヤー

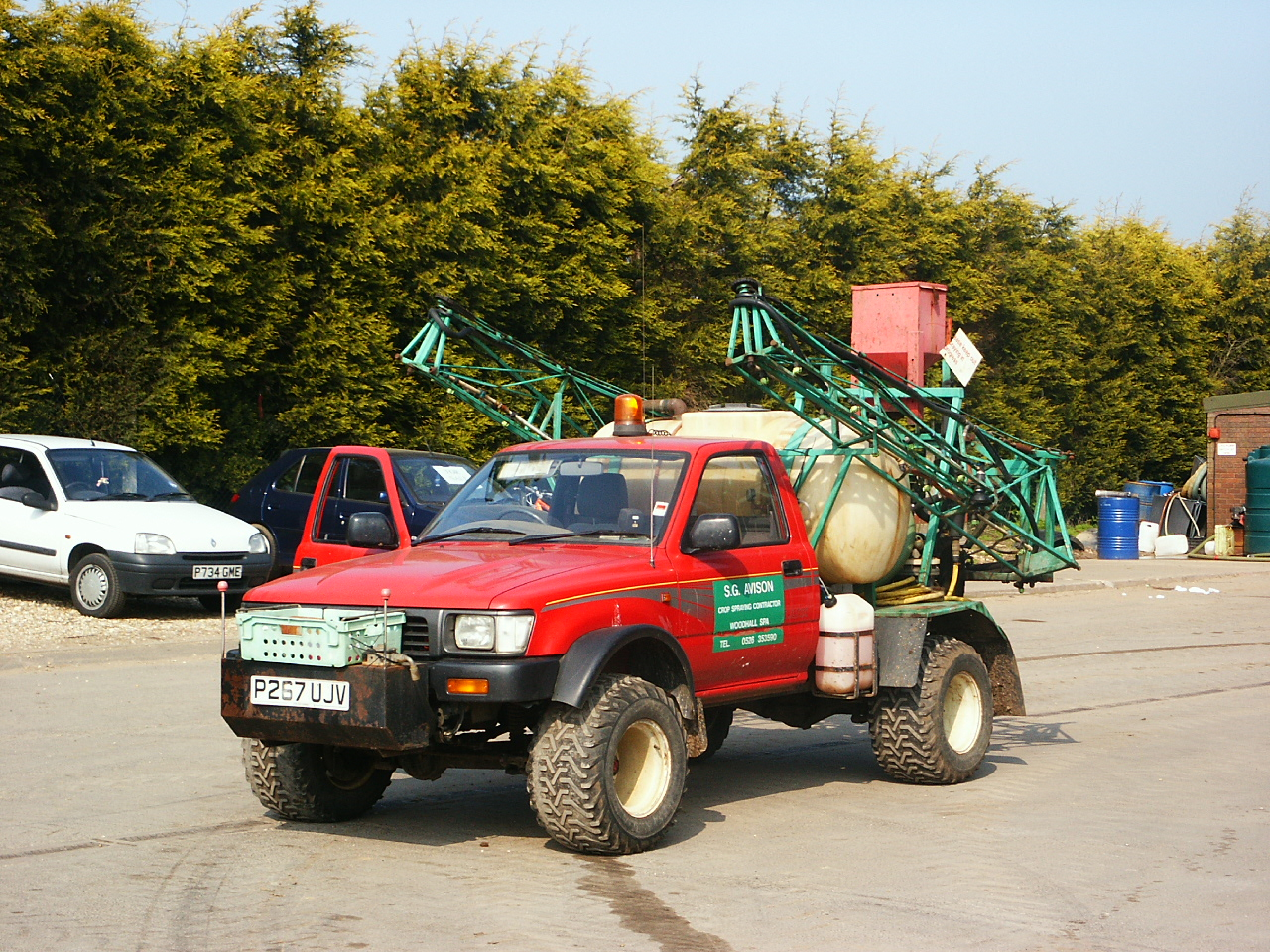
トヨタ・ハイラックスに積載したスプレーヤー

スピードスプレーヤー (英語: speed sprayer) は農薬散布機の一種であり、おもにブドウ、ナシ、リンゴなどの果樹園において、病害虫を防除する目的で、液状の農薬を効率よく散布するために用いられる薬剤噴霧機。トラクター等で牽引するものと、自走式のものとがある。いちはやくアメリカ合衆国で普及し、日本では1954年以降に普及が進んだ。1990年代には、無人で稼働するものも開発されていたが、傾斜地では使用しにくく、高額なこともあってあまり普及していない。
自走式のスピードスプレーヤー は、「ゴーカートのような」と表現される形状をしているが、日本においては道路運送車両法や道路交通法上は農耕作業用小型の特殊自動車という位置づけとなり、公道を運転する場合には普通運転免許が必要とされる。傾斜地などの農地における作業中の衝突事故、横転事故などのほか、公道走行中の死亡事故なども起きている。
日本語では、「スピードスプレイヤー」とも表記され、「SS（エスエス）」と通称されることもある。日本語の表記は製造メーカー等によっても揺れがあり、「スピードスプレヤー」、「スピードスプレーヤ」などの表記も見られる。